# Detlef Laugwitz
Detlef Laugwitz (Breslávia, 11 de maio de 1932 — 2000) foi um matemático alemão.
Trabalhou com geometria diferencial, história da matemática, análise funcional e análise não padronizada.

## Vida e obra
A partir de 1949 estudou matemática, física e filosofia na Universidade de Göttingen, onde obteve o doutorado em 1954. Até 1956 trabalhou no Instituto de Pesquisas Matemáticas de Oberwolfach. Em 1958 foi professor associado na Universidade Técnica de Munique, onde obteve a habilitação. Em 1958 modou para a Universidade Técnica de Darmstadt, onde tornou-se professor efetivo em 1962, e permenaceu até aposentar-se. De 1976 a 1984 foi professor visitante no Instituto de Tecnologia da Califórnia.
Laugwitz trabalhou com geometria diferencial em espaços vetoriais de dimensão infinita (assunto de sua tese) e com variedade de Finsler. Em 1958 desenvolveu conjuntamente com Curt Schmieden uma abordagem própria de análise não padronizada mediante extensões de campo, independentemente de Abraham Robinson. Eles descreveram este trabalho como "matemática infinitesimal" e traçaram suas orígens até o trabalho de Leibniz. 
Em 1996 publicou uma biografia de Bernhard Riemann.

## Publicações
- Laugwitz, D. (1989), «Definite values of infinite sums: aspects of the foundations of infinitesimal analysis around 1820», Arch. Hist. Exact Sci., 39 (3): 195–245.
- com Herbert Meschkowski: Meyers Handbuch der Mathematik. Bibliographisches Institut 1967, 1972.
- Schulmathematik vom höheren Standpunkt. BI Wissenschaftsverlag 1969.
- Infinitesimalkalkül: Kontinuum und Zahlen – eine Einführung in die Non-Standard-Analysis. BI Hochschultaschenbuch 1978.
- Zahlen und Kontinuum – eine Einführung in die Infinitesimalmathematik. Wissenschaftliche Buchgesellschaft 1986.
- Ingenieurmathematik. BI Hochschultaschenbuch, 7 volumes, 1964-1967.
- mit Benno Fuchssteiner: Funktionalanalysis. BI Wissenschaftsverlag 1974.
- Differentialgeometrie. Teubner 1960, 2ª edição 1968, 3ª edição 1977.
- Differentialgeometrie in Vektorräumen unter besonderer Berücksichtigung der unendlich dimensionalen Räume. Vieweg 1965.
- Bernhard Riemann 1826-1866. Birkhäuser 1996, 2008, ISBN 0817647767.
- com Curt Schmieden: Eine Erweiterung der Infinitesimalrechnung.[ligação inativa]  Mathematische Zeitschrift 69:1-39, 1958.
- Ein Weg zur Nonstandard-Analysis.[ligação inativa] Jahresbericht DMV 1973.